# Štefan Moyzes
Štefan Moyzes (ook gekend als: "Moyses", in het geboorteregister genoteerd als "Moyzsis") (Veselé, 24 oktober 1797 – Žiar nad Hronom, 5 juli 1869) was van 1850 tot 1869 de rooms-katholieke bisschop van het bisdom Banská Bystrica. Hij was tevens een Slowaaks nationalist, leraar en cultureel werker.

## Biografie

### Jeugd
Štefan Moyzes werd geboren als zoon van Štefan Krajčo-Mojžiš en Anna Masarovičová. Hij was nog geen zeven jaar toen zijn ouders reeds stierven. Na hun overlijden werd hij opgevoed door een familielid: András Jelencsik, een plaatselijke hofbeambte .
Toen hij in 1813 in Trnava aan het gymnasium was afgestudeerd, begon hij daar in het seminarie de studie "filosofie". Vervolgens studeerde hij theologie, van 1815 tot 1819, in het seminarie van Pest, en nadien, van 1820 tot 1821, in Esztergom.

### Priester
Anno 1821 werd Moyzes priester gewijd. Naderhand stelde men hem aan als kapelaan in Szentendre en later, in Bzovík, Tesárske Mlyňany en Ipolytölgyes.
In 1828 en 1829 was hij predikant in de Sint-Jozefskerk in Pest, waar hij met de hulp van de geestelijke Juraj Palkovič (°1763 – † 1835) een liedboek en een catechismus in de Slowaakse taal publiceerde.
Anno 1829 werd hij doctor in de wijsbegeerte aan de Faculteit der Letteren van de Universiteit in Pest.
Van 1829 tot 1847 werkte hij als hoogleraar van de leervakken " filosofie " en " Grieks " aan de Koninklijke Academie in Zagreb.
In 1847 benoemde de vorst hem - op voorstel van de bisschop van Zagreb: Juraj Haulik (°1788 - †1869)- tot kanunnik van het Zagrebkapittel.

### Parlementslid
In het jaar 1847 werd Štefan Moyzes verkozen tot parlementslid voor de Kroatische Nationale Vergadering in Bratislava. Hij was een aanhanger van de ideeën van Ľudovít Štúr, wiens voorstellen hij in 1848 aan het Hongaarse parlement voorlegde, voor de herinvoering van de Slowaakse taal in de scholen en de erediensten. Als vertrouweling van Ban Josip Jelačić nam hij deel aan onderhandelingen in Wenen, waar de constitutionele status van Kroatië werd opgelost en hij droeg in belangrijke mate bij aan de bevordering van het bisdom Zagreb tot grootstedelijke zetel.

### Bisschop
Als gevolg van het gedwongen aftreden van de bisschop van Banská Bystrica, Jozef Rudnyánsky (°1788 - † 1859), benoemde keizer Frans Jozef I op 5 september 1850 Štefan Moyzes als de nieuwe bisschop. Na de bevestiging door paus Pius IX op 18 februari 1851, volgde op 25 mei 1851 de wijding door aartsbisschop Ján Krstiteľ Scitovský (°1785 - †1866).
Moyzes stond voor de zware taak om na de revolutionaire jaren het bisdom te consolideren, de geestelijkheid (waarvan een deel in de gevangenis vertoefde) te verenigen, en de van priesters verstoken parochies weer te bemannen. In 1852 eiste hij van het keizerlijk hof een verbetering van de financiële toestand der priesters middels een gelukwensensupplement.

### Oprichter van scholen
Bisschop Moyzes ondersteunde met zijn persoonlijke financiële middelen, de middelbare school in Banská Bystrica en droeg bij tot de algemene ontwikkeling van de bevolking door de uitbreiding van de leerplicht van 4 jaar naar 8 jaar. Samen met verscheidene patriotten werkte hij aan de oprichting van Slowaakse middelbare scholen, onder meer voor meisjes.
Ondanks de inspanningen en het gezag van de bisschop konden de gewenste meisjesscholen niet gesticht worden. In die tijd waren de steden immers nog niet wettelijk verplicht om meisjesscholen op te richten, en na de goedkeuring van de nationaliteitswet van 1868 werd het Slowaaks opnieuw gehinderd als onderwijstaal. Uiteindelijk werd alleen de meisjesschool van het klooster in Banská Bystrica geopend, die mettertijd fuseerde met de toenmalige dorpsschool voor meisjes.

### Panslavisme
In 1852 hervatte Štefan Moyzes de publicatie van het religieus-pedagogisch tijdschrift met de naam: Cyrillus en Methodius. Onder invloed van Ján Kollár (°1793 - † 1852) was hij een aanhanger geworden van panslavisme en van nationale samenhorigheid der Tsjechische en Slowaakse moedertaalsprekers. Hij evolueerde geleidelijk naar het platform van een etnisch en taalkundig onafhankelijke Slowaakse natie.
Aan het hoofd van een Slowaakse delegatie verscheen hij op 12 december 1861 voor keizer Frans Jozef I teneinde hem een verheerlijkend tijdschrift voor de Slowaken en een memorandum van de Slowaakse gemeenschap aan te bieden.
Op 3 augustus 1863 werd hij de eerste voorzitter van "Matica slovenská": een Slowaakse wetenschappelijke en culturele stichting.

### Overlijden
Štefan Moyzes stierf plotseling op 5 juli 1869. Zigmund Suppan (°1814 - †1881) werd als opvolger benoemd, maar deze nam reeds voor zijn aantreden ontslag.

## Eerbetoon

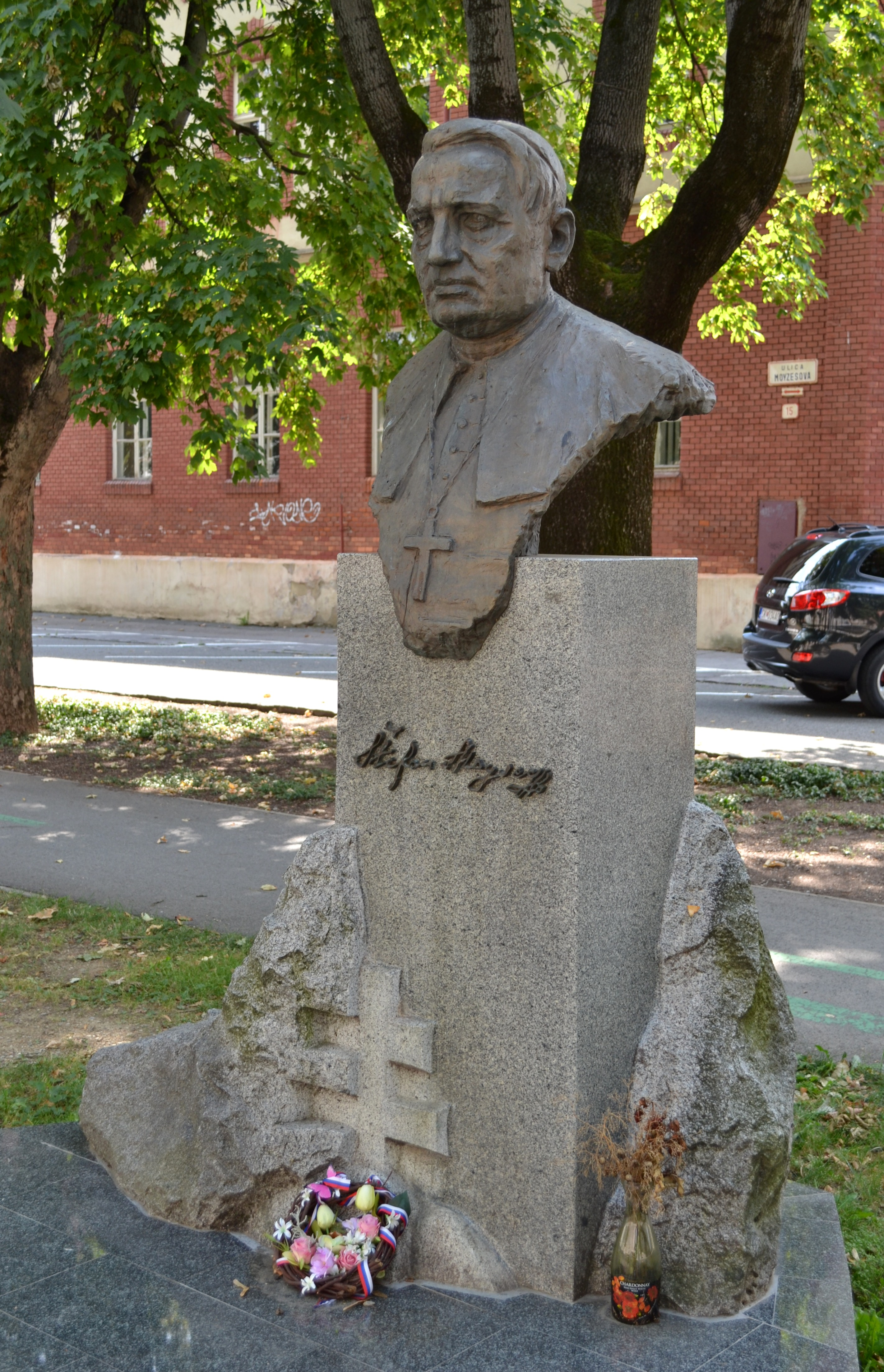
Monument in de naar Štefan Moyzes genoemde straat: Moyzesova ulica in Košice.

- Gedenkplaten met reliëf in de residentie van de bisschop in Banská Bystrica, gemaakt door beeldhouwer L. Majerský (1928).
- Bronzen beeld Moyses - Kuzmány, in Banská Bystrica op het Štefan Moyses-plein.
- Gedenkplaten op Moyzes' geboortehuis in Veselý.
- Gedenkteken op de crypte in de kerk van Žiar nad Hronom. Oeuvre van beeldhouwer V. Vávra (1971).
- Gedenkteken aan de voorgevel van het bisschoppelijk paleis in Rožňava (plein: Námestie Banikov) (bisdom Rožňava).
- Buste in het naar Štefan Moyzes genoemd Moyzespark, in de naar hem genoemde straat Moyzesova ulica, in Košice.